# Zimna stal (film 1990)
Zimna stal (ang. Blue Steel) – amerykański film sensacyjny z 1990 roku.
W Polsce znany jest też pod tytułem Błękitna stal.